# Pachypanchax
Pachypanchax és un gènere de peixos de la família Aplocheilidae i de l'ordre dels ciprinodontiformes.

## Taxonomia
- Pachypanchax arnoulti (Loiselle, 2006)
- Pachypanchax omalonotus (Duméril, 1861)
- Pachypanchax patriciae (Loiselle, 2006)
- Pachypanchax playfairii (Günther, 1866)
- Pachypanchax sakaramyi (Holly, 1928)
- Pachypanchax sparksorum (Loiselle, 2006)
- Pachypanchax varatraza (Loiselle, 2006)[1][2][3]